# Esercito spartano
L'esercito spartano era l'organizzazione armata della città-Stato di Sparta.
È ancora oggi stimato per la sua etica ed il suo rigore morale: chi era militare a Sparta doveva essere un esempio per la comunità. Nel periodo di massimo splendore di Sparta (tra il VI e il IV secolo a.C.), si diceva che «un soldato spartano valesse molti più uomini di qualsiasi altro esercito».
L'esercito spartano non combatteva per conquistare, per fare bottino, per espandere il proprio territorio (anche perché non avrebbe avuto eventualmente le forze per controllarlo). Il coraggio è stato uno dei principali punti di forza per gli Spartani.

## Storia
La prima citazione riguardante la partecipazione degli Spartani in una guerra si trova nell'Iliade. Essi infatti parteciparono insieme ad altri contingenti greci alla presa della città di Troia. Come tutti gli altri eserciti della civiltà micenea.

### Le riforme e l'espansione
La Sparta micenea, come gran parte della Grecia, dovette presto affrontare le "invasioni dei Dori". Questo evento portò alla fine della civiltà micenea dando inizio ai cosiddetti "Secoli bui". Durante tale periodo, Sparta era un semplice villaggio dorico sulle rive del fiume Eurota, in Laconia.
Nei primi anni dell'VIII secolo a.C., tuttavia, la società spartana si trasformò e le riforme, attribuite dalla tradizione successiva alla figura forse mitica di Licurgo, comportarono la creazione di nuove istituzioni e stabilirono la natura militare e classista dello stato spartano, diviso in tre classi: gli aristocratici guerrieri Spartiati, i Perieci e gli schiavi Iloti. La nuova costituzione di Sparta sarebbe rimasta invariata per i successivi cinque secoli.
Dal 750 a.C. Sparta intraprese una costante espansione che l'avrebbe portata alla conquista del fertile territorio della Messenia. Nei primi anni del VII secolo a.C. Sparta era, insieme ad Argo, la potenza dominante nel Peloponneso. Entrambe le poleis combatterono per il possesso dei due territori di confine (Cinuria e Tirea).
Nel VI secolo a.C., la politica espansionista comportò un certo pericolo a Sparta, che si concentrò sull'evoluzione socio-culturale dello stato.

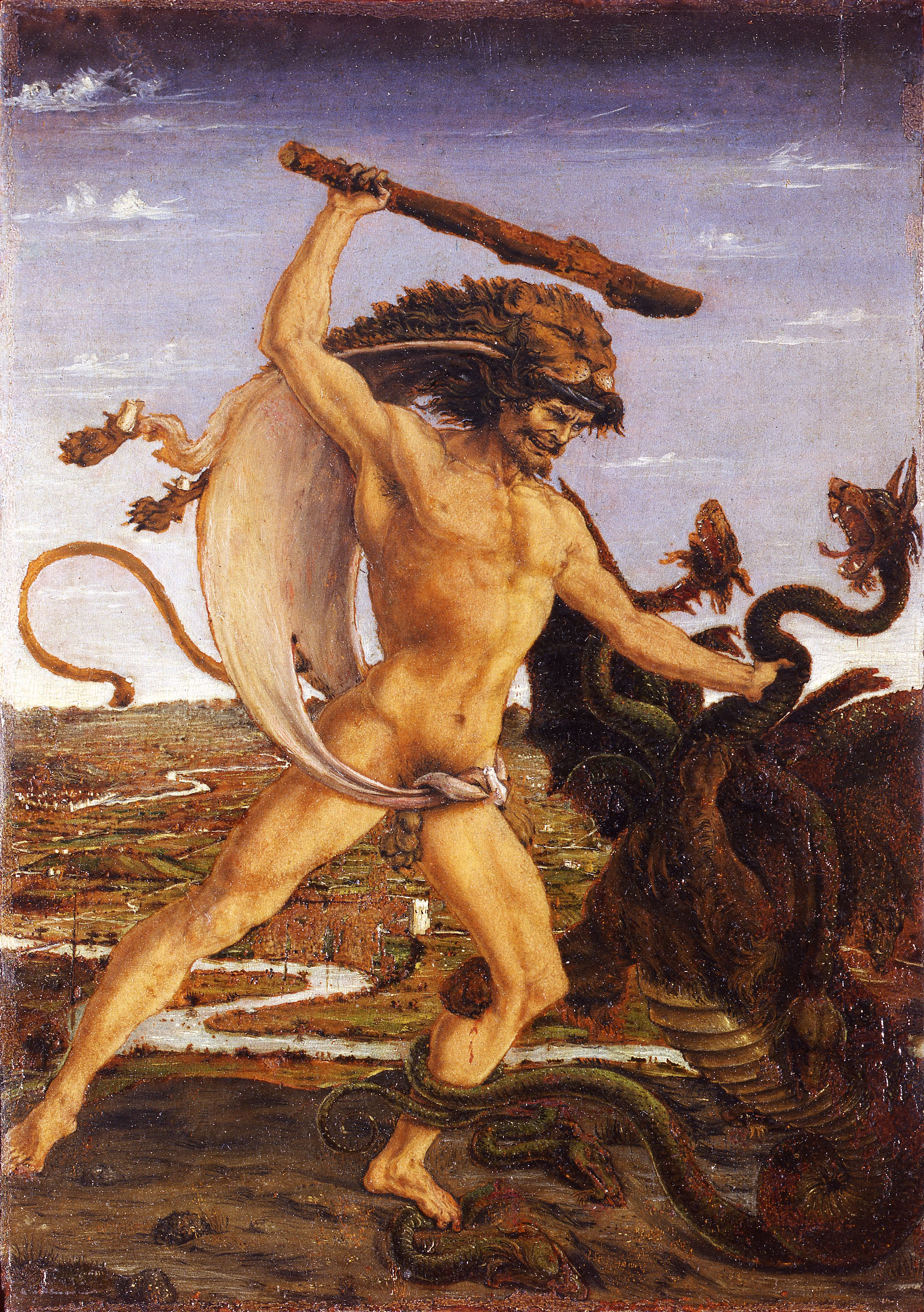
L'eroe Eracle, da cui il re di Sparta affermava di discendere

### Istituzione dell'egemonia spartana nel Peloponneso
Inevitabilmente le due potenze, Argo e Sparta, finirono per collidere. Lo scontro, inizialmente, vide prevalere Argo, come nella vittoria della battaglia di Hysiai, nel 669 a.C.
Per tutto il sesto secolo a.C., Sparta si assicurò il controllo della penisola del Peloponneso. L'Arcadia fu costretta a riconoscere la supremazia di Sparta e Argo perse la città di Cinuri e subì un duro colpo per mano di Cleomene I nella battaglia di Sepeia nell'anno 494 a.C. All'inizio del V secolo a.C., Sparta era la potenza indiscussa nel sud della Grecia, e detenne l'egemonia della neonata Lega del Peloponneso (nota ai suoi contemporanei come gli "Spartani e i loro alleati").

### Le guerre contro la Persia e la guerra del Peloponneso
Verso la fine del VI secolo, Sparta è stata riconosciuta come la città stato preminente della Grecia. Re Creso di Lidia, siglò con questa un'alleanza e le città greche in Asia Minore chiesero aiuto a Sparta nella rivolta ionica.
Nella seconda invasione persiana guidata da Serse I, Sparta aveva il controllo generale delle forze greche di terra e di mare. Per questo motivo gli Spartani svolsero un ruolo cruciale nella cacciata degli invasori, soprattutto nella battaglia delle Termopili e nella battaglia di Platea. Tuttavia, in seguito ai complotti di Pausania con i Persiani e alla mancanza di volontà degli Spartani di intraprendere una campagna troppo lontano da casa, Sparta si ritirò in un relativo isolamento, lasciando un potere sempre più importante ad Atene. Questa tendenza isolazionista di Sparta è stata ulteriormente rafforzata dalla rivolta di alcuni dei suoi alleati e dal verificarsi di un grande terremoto, seguito da una rivolta su larga scala degli Iloti della Messenia.

## Esercito e organizzazione

### Struttura sociale
I cittadini di Sparta venivano divisi in tre classi: 
- La prima consisteva di cittadini a pieno titolo, ovvero gli Spartiati (discendenti dei Dori, il popolo di origine indoeuropea che fondò la Sparta dorica) e ricevevano una quantità di terreno (kleros) in cambio di servizio militare.
- La seconda classe erano i Perieci che in genere erano mercanti, artigiani e marinai. Questa classe, nell'esercito, costituiva le file della fanteria leggera. Erano semiliberi: avevano una certa autonomia e potevano possedere ricchezze ma non avevano diritti politici.
- La terza classe (i più numerosi) erano gli Iloti, servi di proprietà dello Stato che venivano utilizzati per coltivare la terra degli Spartani.

Gli homoioi ("Uguali") costituivano invece il nucleo dell'esercito spartano. Essi erano obbligati per legge ad essere soldati e niente più, avevano il divieto di studio o di lavorare in qualsiasi altra attività.
Uno dei problemi principali della società spartana nel corso del tempo è stata la diminuzione del numero di cittadini con pieni diritti (oligantropía), che di conseguenza ha portato ad una diminuzione del numero dei soldati che costituivano il nucleo delle forze armate: il numero di homoioi è sceso da 6.000 cittadini nel 640 a.C., a solo 1.000 nel 330 a.C. Ciò significava che gli Spartani erano costretti ad usare una fanteria pesante reclutata tra gli iloti, e quindi furono in dovere di dare la libertà ad alcuni di questi, la neodamodes, e una terra in cui stabilirsi in cambio del servizio militare che prestavano.
La popolazione spartana era inoltre divisa in diversi gruppi a seconda dell'età: 
- I più giovani (sotto i 20) venivano considerati più deboli a causa della loro mancanza di esperienza;
- Gli anziani (oltre 60 anni, in tempi di crisi, 65) venivano chiamati solo in caso di emergenza e per difendere le carovane di viveri.

### Formazione
I ragazzi e le ragazze venivano accuditi dal padre e dalle donne fino all'età di sette anni, dopodiché i ragazzi venivano mandati nelle cosiddette Agelaia. All'inizio del percorso venivano addestrati a resistere alle carenze e a situazioni difficili.
All'età di dodici anni, veniva intensificata l'educazione fisica, la disciplina era molto più severa e i bambini venivano travolti con molti lavori. Dovevano sempre camminare a piedi nudi e con indosso solo un mantello (sia in inverno che in estate). All'età di 18 anni, i ragazzi più promettenti diventavano gli allenatori dei più giovani, mentre a 20 anni potevano essere scelti per il servizio militare. Da questo momento, anche in caso di matrimonio, avrebbero vissuto solitamente fino a 30 anni nelle caserme della milizia (Sissizi) cui venivano assegnati. L'obbligo del servizio militare durava fino ai 60 anni, ma in tempi di crisi alcuni tornavano al servizio militare pur avendo passato questa età.

### Struttura tattica
La fonte principale per comprendere l'organizzazione dell'esercito spartano sono gli scritti di Senofonte, che ammirava gli Spartani. Il suo lavoro La Costituzione degli Spartani fornisce una panoramica dettagliata della società e dello stato spartano nei primi anni del IV secolo a.C.
Poco si sa circa l'organizzazione delle forze armate prima di quel momento, e vi è ampio margine per la speculazione. La prima forma di organizzazione militare e sociale (nel VII secolo a.C.) sembra che potesse essere composta da tre tribù, chiamate phylai (Pamphyloi, Hylleis e Dymanes).
Completato l'addestramento, lo spartano aveva il diritto di prendere posto nella mensa comune in cui ogni cittadino doveva consumare un pasto giornaliero, dall'inizio del servizio militare attivo al congedo, il sissizio (συσσίτιον): in ognuna di queste mense prendevano posto 15 uomini più il loro ufficiale.
Dalla fusione dei componenti di due sissizi prendeva forma il nucleo fondamentale dell'esercito spartano, l’enomotia (ενωμοτια): questa cellula basilare era composta quindi da 32 uomini, inclusi due ufficiali, il più anziano dei quali prendeva il comando, assumendo la carica di enomotarco (ενωμοτάρχος). Dunque, raggruppati nell’enomotia, si schieravano fianco a fianco uomini che avevano sviluppato profondi legami di amicizia, dovuti ad una convivenza quotidiana. Tale fattore poteva rivelarsi un elemento di vantaggio, poiché in questo modo si sviluppava la coesione della falange, ma poteva anche far inceppare il perfetto meccanismo su cui si basava la macchina bellica spartana: la sostituzione immediata dei caduti della prima linea. L'esecuzione quasi automatica di questo processo era l'orgoglio dell'esercito lacedemone, e sarebbe stato reso più difficoltoso se i combattenti avessero avuto tendenze a soccorrere un compagno piuttosto che un altro. Perciò si evitava di riunire consanguinei nell’enomotia, e si intervallavano i componenti di un sissizio con quelli di un altro.
Tale metodo si rivelò molto efficace e fu mantenuto per diversi secoli. Quattro enomotia formavano una pentecontia (πεντηκοντία, letteralmente "gruppo di 50 uomini", forse denominata così per analogia con unità di eserciti di altre città-stato, anche se ne contava in realtà 128) comandata da un pentecontarco (πεντηκόνταρχος). 4 pentecontie davano origine ad un locos (λόχος), per un totale di 512 uomini. Fino al IV secolo il locos era l'unità più grande nell'organizzazione militare spartana ed era guidata da un locago (λοχαγός). Un tipico esercito lacedemone scendeva in campo con 7 locoi, come ci informa Tucidide nella descrizione della battaglia di Mantinea. Successivamente comparvero invece le more (μόραι), gruppi formati da ben 4 locoi (i cui effettivi erano stati però ridotti di numero), guidati da un polemarco, comandante supremo dell'esercito sul campo. Questa ulteriore suddivisione fu forse dovuta alla necessità di impedire una eccessiva aggregazione di scudieri iloti, che avrebbe potuto portare ad una rivolta.

### Il re
L'autorità dei due re di Sparta era molto limitata, il potere reale era detenuto da cinque uomini eletti, chiamati efori (ephoroi). Nei primi tempi, avevano il potere di dichiarare guerra contro qualsiasi nemico senza possibilità di opposizione da parte di alcuno spartano. I re venivano accompagnati da un gruppo selezionato di 300 uomini che componevano la guardia reale, chiamati hippeis («cavalieri», anche se combattevano per lo più a piedi). Gli hippeis erano l'élite dell'esercito spartano. Venivano selezionati ogni anno da tre ufficiali della guardia (hippagretai, "comandanti della cavalleria"), che cercavano gli uomini con esperienza in battaglia e con figli, in modo che il nome della loro famiglia continuasse. 

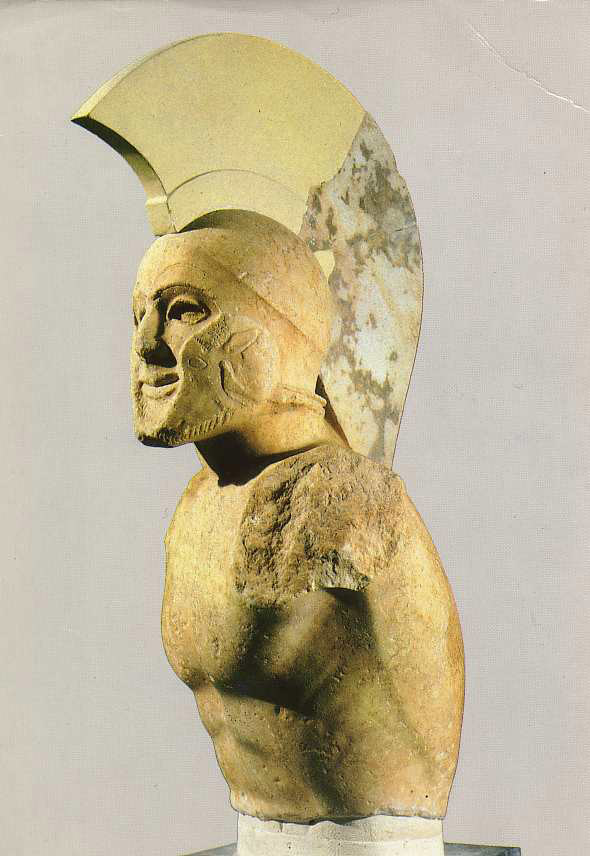
Oplita (forse Leonida), Museo archeologico di Sparta

## Cavalleria
Nel 424 a.C. venne creato un corpo di cavalleria composto da 400 uomini, anche se era un reparto povero dell'esercito spartano, i cavalli appartenevano ai più ricchi e gli uomini davano le selle quando venivano mobilitati per la battaglia. Il ruolo dei cavalieri era per lo più di assistenza, un ruolo dedicato all'esplorazione e alla protezione delle truppe, molestie a distanza o alla persecuzione del nemico durante la fuga.

## Fanteria leggera
Nell'esercito spartano, a fianco della fanteria pesante, combattevano le unità di fanteria leggera, gli iloti. Non avevano alcuna protezione ed erano armati prevalentemente di lancia. C'erano anche iloti frombolieri.  Di solito le munizioni erano a forma di ghianda, fatte di argilla o di piombo, ed erano chiamate glandes.
Nell'esercito, inoltre erano presenti suonatori di flauto: in battaglia la fanteria aveva il compito di non muoversi correndo in modo scomposto; il ritmo degli opliti era dettato dal suono del flauto, ritenuto più adatto di altri, a mantenere l'ordine e la concentrazione dei soldati in battaglia .

## L'esercito in campo

### Tattiche

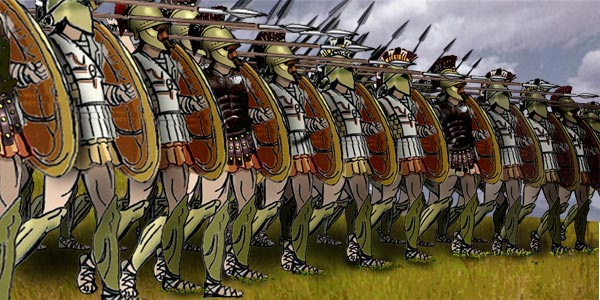
Ricostruzione di una falange che avanza in una formazione serrata

Come per gli altri stati greci, l'esercito spartano era basato sulla fanteria, e combatteva attraverso l'utilizzo di formazione a falange. Gli Spartani non introdussero alcuna innovazione tattica significativa o cambiamenti nella guerra dei soldati opliti. Utilizzavano la falange con lo stile classico: una sola riga con una profondità uniforme da 8 a 12 uomini.
Durante la guerra del Peloponneso, gli scontri erano sempre più frequenti, e le truppe venivano utilizzate in misura sempre maggiore di quello che le tattiche prevedevano. La falange spartana fu sconfitta quando i Tebani, con Epaminonda a comando, cambiarono la struttura della falange classica, inventando così "la falange obliqua". Epaminonda nella battaglia di Leuttra, aumentò la profondità del fianco sinistro della sua falange, poiché doveva affrontare gli Spartani situati sul fianco destro della linea nemica. Gli Spartani mantennero la falange oplita tradizionale fino alle riforme di Cleomene III, quando vennero dotate della Sarissa macedone e iniziarono ad allenarsi nello stile della falange macedone.

### Marcia
Secondo Senofonte, l'esercito era mobilitato dagli efori, e solo dopo una serie di cerimonie e sacrifici religiosi l'esercito marciava verso il nemico. L'esercito marciava preceduto dal re e dalla cavalleria. I rifornimenti (orzo, formaggio, cipolle e carne salata), venivano trasportati con l'esercito, e ciascuno veniva accompagnato da un servo.
L'esercito spartano offriva un sacrificio agli dei per determinare la loro volontà, ovvero se fosse stato il caso di marciare verso il nemico, ed era così ogni mattina prima della battaglia. Se gli auspici non fossero stati favorevoli, il re, gli ufficiali o un comandante avrebbero potuto rifiutarsi di marciare e affrontare il nemico.

## Equipaggiamento
L'esercito spartano era composto principalmente dagli opliti (unità della fanteria, più comune della Grecia antica), essi erano dotati di lance (dory), spade corte (xiphos) e uno scudo circolare di bronzo (oplon) molte poleis greche inserivano nei propri eserciti dei tratti distintivi, in modo da distinguere i propri soldati da quelli di un altre poleis, quelli degli Spartani erano: la tunica (chitone), la lettera lambda (Λ) usata come simbolo politico/militare, che faceva riferimento al primo nome della città, Lacedemone, e che veniva dipinta sugli scudi spartani,  e lunghi capelli. Per gli spartani i lunghi capelli simboleggiavano l'uomo libero, inoltre fornivano una pur lieve protezione dai colpi di taglio sul collo. Nel periodo arcaico, gli spartani erano equipaggiati con armature di bronzo e un elmo, di solito un elmo corinzio. Gli opliti spartani venivano spesso rappresentati con una cresta sull'elmo (probabilmente un simbolo utilizzato per identificare gli ufficiali).

## Marina militare

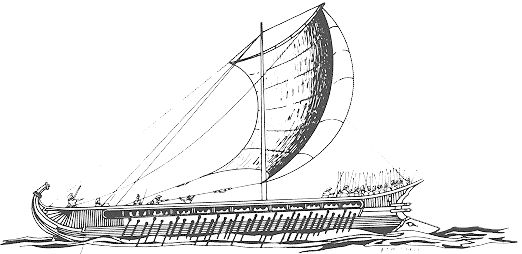
Trireme greca

Allo scoppio della guerra del Peloponneso, gli Spartani avevano il dominio militare sulla terra, ma gli Ateniesi il potere supremo in mare. Gli Spartani saccheggiarono l'Attica, ma gli Ateniesi rimasti ben forniti via mare furono in grado di fare un'incursione in tutto il Peloponneso, con la loro flotta. Con la creazione di una marina militare, Sparta poté sconfiggere Atene. Grazie ad una ingente somma di denaro presente nel tesoro persiano, Lisandro (nominato navarca nel 407 a.C.) venne finanziato e così fu in grado di assemblare un esercito abbastanza forte da distruggere la dominanza ateniese nel Mar Egeo. Tuttavia, il mantenimento di una simile flotta non sarebbe durato a lungo, poiché nella battaglia di Cnido nel 394 a. C. l'esercito spartano fu sconfitto definitivamente da una flotta combinata tra Atene e la Persia. Ciò comportò la fine della breve supremazia navale spartana poiché ricevette il colpo di grazia nella battaglia di Nasso del 376 a.C.
Da allora, gli Spartani mantennero una piccola flotta su base regolare. L'ultimo periodo di massimo splendore della flotta spartana sarebbe sotto il dominio dei Nabis, quando fu creata una flotta con l'aiuto dei cretesi per controllare le coste della Laconia.